# Nordische Junioren-Skiweltmeisterschaften 1993
Die 16. Nordischen Junioren-Skiweltmeisterschaften 1993 fanden vom 2. bis zum 7. März 1993 im tschechischen Harrachov statt. Damit war Tschechien erstmals nach der Teilung der Tschechoslowakei am 1. Januar des Jahres Ausrichter dieses wichtigsten Nachwuchswettbewerbes im nordischen Skisport. Im tschechischen Teil der Tschechoslowakei hatten die Titelkämpfe zuvor 1976 in Liberec stattgefunden.
Erfolgreichste Nation der Wettkämpfe war Norwegen mit vier Gold- und zwei Silbermedaillen sowie Bronzemedaille vor Russland mit zwei Gold- und einer Silbermedaille und Finnland mit je zwei Gold- und Bronzemedaillen.

## Wettkampfstätten
Die Skisprungwettbewerbe und das Springen der Nordischen Kombination wurden auf der Čerťák-Normalschanze  ausgetragen. Die Langlaufwettbewerbe der Spezialisten und Kombinierer fanden auf den Loipen der Umgebung statt.

## Skilanglauf Junioren

### 10 km klassisch
| Platz | Sportler               | Land        | Zeit (min) |
| ----- | ---------------------- | ----------- | ---------- |
| 1     | Mathias Fredriksson    | Schweden    | 30:46,5    |
| 2     | Lars Carlsson          | Schweden    | 30:57,1    |
| 3     | Thobias Fredriksson    | Schweden    | 31:31,7    |
| 4     | Remi Andersen          | Norwegen    | 31:37,9    |
| 5     | Tor Arne Hetland       | Norwegen    | 31:38,8    |
| 6     | Mitsuo Horigome        | Japan       | 31:42,9    |
| 7     | Alexander Krawtschenko | Russland    | 31:43,4    |
| 8     | Jarno Tyyskä           | Finnland    | 31:43,8    |
| 9     | Ryszard Łabaj          | Polen       | 31:46,4    |
| 10    | Mika Linöroos          | Finnland    | 31:47,5    |
| 28    | Men Rauch              | Schweiz     | 32:52,8    |
| 30    | Martin Schuler         | Schweiz     | 32:54,3    |
| 33    | Christian Hoffmann     | Österreich  | 32:58,1    |
| 34    | Silvio Thieme          | Deutschland | 33:09,2    |
| 40    | Mike Greiner           | Deutschland | 33:14,6    |
| 41    | Markus Moser           | Österreich  | 33:15,1    |
| 52    | Dominik Walpen         | Schweiz     | 33:35,5    |
| 53    | Martin Lang            | Deutschland | 33:37,6    |
| 54    | René Sommerfeldt       | Deutschland | 33:44,6    |
| 60    | Klaus Truppe           | Österreich  | 34:04,4    |
| 62    | Michael Feichter       | Österreich  | 34:18,8    |

Datum: 2. März 1993

Es waren 98 Läufer am Start.

### 30 km Freistil
| Platz | Sportler             | Land        | Zeit (std) |
| ----- | -------------------- | ----------- | ---------- |
| 1     | Kjetil Juul Pedersen | Norwegen    | 1:15:36,3  |
| 2     | Remi Andersen        | Norwegen    | 1:16:01,1  |
| 3     | Mathias Fredriksson  | Schweden    | 1:17:25,5  |
| 4     | Tor Arne Hetland     | Norwegen    | 1:17:43,4  |
| 5     | Mitsuo Horigome      | Japan       | 1:17:47,6  |
| 6     | Konstantin Sajzev    | Russland    | 1:18:39,1  |
| 7     | Morten Aasebo        | Norwegen    | 1:18:58,1  |
| 8     | Grigorij Gutnikov    | Russland    | 1:19:01,2  |
| 9     | Ryszard Łabaj        | Polen       | 1:19:07,7  |
| 10    | Mauno Juola          | Finnland    | 1:19:18,2  |
| 19    | Mike Greiner         | Deutschland | 1:20:16,7  |
| 23    | Klaus Truppe         | Österreich  | 1:20:32,4  |
| 36    | Men Rauch            | Schweiz     | 1:22:03,0  |
| 38    | Alexander Bollwein   | Deutschland | 1:22:17,1  |
| 39    | Christian Hoffmann   | Österreich  | 1:22:21,5  |
| 43    | Heiko Zahlke         | Deutschland | 1:23:05,7  |
| 44    | Martin Schuler       | Schweiz     | 1:23:07,4  |
| 46    | Roland Diethart      | Österreich  | 1:23:25,0  |
| 54    | Markus Moser         | Österreich  | 1:24:44,6  |
| 76    | Sven Feldmann        | Schweiz     | 1:29:57,8  |

Datum: 6. März 1993

Es waren 98 Läufer am Start.

### 4 × 10 km Staffel
| Platz | Sportler                                                                    | Land        | Zeit (std) |
| ----- | --------------------------------------------------------------------------- | ----------- | ---------- |
| 1     | Kjetil Juul Pedersen Morten Aasebø Remi Andersen Tor Arne Hetland           | Norwegen    | 2:00:20,1  |
| 2     | Thobias Fredriksson Lars Carlsson Fredrik Malmgren Mathias Fredriksson      | Schweden    | 2:02:23,5  |
| 3     | Jarno Tyyskä Mika Lindroos Mauno Juola Jani Talkari                         | Finnland    | 2:03:28,7  |
| 4     | Alexander Krawtschenko Grigorij Gutnikov Vitalij Kuznecov Konstantin Sajzev | Russland    | 2:04:04,6  |
| 5     | Janusz Krężelok Ryszard Łabaj Miroslav Gazurek Marek Szelifa                | Polen       | 2:05:07,6  |
| 13    | Klaus Truppe Christian Hoffmann Markus Moser Roland Diethart                | Österreich  | 2:07:28,4  |
| 14    | Silvio Thieme René Sommerfeldt Mike Greiner Heiko Zuhlke                    | Deutschland | 2:08:46,5  |
| 17    | Martin Schuler Dominik Walpen Sven Feldmann Men Rauch                       | Schweiz     | 2:10:59,0  |

Datum: 4. März 1993

Es waren 23 Teams am Start.

## Skilanglauf Juniorinnen

### 5 km klassisch
| Platz | Sportler             | Land        | Zeit (min) |
| ----- | -------------------- | ----------- | ---------- |
| 1     | Kateřina Neumannová  | Tschechien  | 16:39,1    |
| 2     | Eva Kjerstadmo       | Norwegen    | 17:01,3    |
| 3     | Katrin Apel          | Deutschland | 17:03,1    |
| 4     | Satu Lyytikainen     | Finnland    | 17:03,2    |
| 5     | Olga Samorosowa      | Russland    | 17:14,3    |
| 6     | Sari Koskinen        | Finnland    | 17:16,6    |
| 7     | Sara Hugg            | Schweden    | 17:27,5    |
| 8     | Andrea Huber         | Schweiz     | 17:27,8    |
| 9     | Satu Salonen         | Finnland    | 17:29,0    |
| 10    | Unni Ødegård         | Norwegen    | 17:29,6    |
| 12    | Steffi Kindt         | Deutschland | 17:38,9    |
| 21    | Jasmin Baumann       | Schweiz     | 17:57,1    |
| 28    | Corinna May          | Deutschland | 18:12,5    |
| 30    | Lucia Ptacek         | Österreich  | 18:14,4    |
| 33    | Selina Bischoff      | Schweiz     | 18:30,3    |
| 43    | Antie Konig          | Deutschland | 18:47,8    |
| 45    | Bettina Mesotitsch   | Österreich  | 18:49,8    |
| 49    | Christine Mettler    | Schweiz     | 18:55,3    |
| 62    | Brigitt Weissleitner | Österreich  | 19:27,4    |
| 63    | Sonja Pichler        | Österreich  | 19:28,4    |

Datum: 2. März 1993

Es waren 82 Läuferinnen am Start.

### 15 km Freistil
| Platz | Sportler             | Land        | Zeit (min) |
| ----- | -------------------- | ----------- | ---------- |
| 1     | Irina Lusina         | Russland    | 43:00,6    |
| 2     | Julija Tschepalowa   | Russland    | 43:06,6    |
| 3     | Kateřina Neumannová  | Tschechien  | 43:11,5    |
| 4     | Johanna Ahlstrand    | Finnland    | 43:33,4    |
| 5     | Unni Ødegård         | Norwegen    | 44:10,6    |
| 6     | Katrin Apel          | Deutschland | 44:13,6    |
| 7     | Eva Kjerstadmo       | Norwegen    | 44:21,3    |
| 8     | Siv Vassdal          | Norwegen    | 44:32,9    |
| 9     | Marke Rautiala       | Finnland    | 44:39,0    |
| 10    | Petra Letenska       | Tschechien  | 44:42,1    |
| 11    | Steffi Kindt         | Deutschland | 45:03,9    |
| 19    | Lucia Ptacek         | Österreich  | 46:00,9    |
| 21    | Selina Bischoff      | Schweiz     | 46:03,9    |
| 34    | Antie Konig          | Deutschland | 46:48,4    |
| 39    | Corinna May          | Deutschland | 47:38,5    |
| 40    | Andrea Huber         | Schweiz     | 47:49,2    |
| 43    | Bettina Mesotitsch   | Österreich  | 47:57,2    |
| 48    | Jasmin Baumann       | Schweiz     | 48:16,8    |
| 49    | Aita Rauch           | Schweiz     | 48:19,4    |
| 52    | Brigitt Weissleitner | Österreich  | 48:42,9    |

Datum: 6. März 1993

Es waren 78 Läuferinnen am Start.

### 4 × 5 km Staffel
| Platz | Sportler                                                           | Land        | Zeit (std) |
| ----- | ------------------------------------------------------------------ | ----------- | ---------- |
| 1     | Natalja Baranowa Olga Samorosowa Julija Tschepalowa Irina Lusina   | Russland    | 1:05:15,3  |
| 2     | Sara Akerström Elin Ek Sara Hugg Anna Carin Olofsson               | Schweden    | 1:06:15,2  |
| 3     | Sari Koskinen Satu Lyytikäinen Annette Kullmann Johanna Ahlstrand  | Finnland    | 1:06:19,8  |
| 4     | Steffi Kindt Katrin Apel Anke Kramer Corinna May                   | Deutschland | 1:06:42,3  |
| 5     | Jana Rázlová Pavlina Kantorova Petra Letenska Kateřina Neumannová  | Tschechien  | 1:06:59,0  |
| 9     | Andrea Huber Jasmin Baumann Christine Mettler Aita Rauch           | Schweiz     | 1:09:20,2  |
| 14    | Bettina Mesotitsch Lucie Ptacek Sonja Pichler Brigitt Weissleitner | Österreich  | 1:11:10,0  |

Datum: 4. März 1993

Es waren 17 Teams am Start.

## Nordische Kombination Junioren

### Gundersen (Normalschanze K 90/10 km)
| Platz | Sportler            | Land        | Punkte | Zeit    | Rückstand |
| ----- | ------------------- | ----------- | ------ | ------- | --------- |
| 1     | Knud Børge Andersen | Norwegen    | 216,8  | 30:19,2 |           |
| 2     | Christoph Eugen     | Österreich  | 212,5  | 30:26,0 | +0:22,9   |
| 3     | Gard Myhre          | Norwegen    | 170,5  | 27:29,2 | +1:01,4   |
| 4     | Markus Görtz        | Deutschland | 205,5  | 30:53,7 | +1:30,9   |
| 5     | Halldor Skard       | Norwegen    | 167,3  | 27:55,6 | +1:43,9   |
| 6     | Simo Jääskeläinen   | Finnland    | 197,9  | 30:44,5 | +1:59,7   |
| 7     | Felix Gottwald      | Österreich  | 187,3  | 29:59,2 | +2:07,5   |
| 8     | Stas Dubrowski      | Russland    | 176,3  | 29:12,4 | +2:15,7   |
| 9     | Milan Kučera        | Tschechien  | 183,6  | 29:52,5 | +2:19,2   |
| 10    | Tapio Nurmela       | Finnland    | 188,3  | 30:24,9 | +2:28,2   |

Datum: 3. März 1993

Weitere Teilnehmer aus deutschsprachigen Ländern (unvollständig):

 Armin Krügel: 36. Platz

 Patrick Haas: 43. Platz

 Peter Windhofer: 46. Platz

### Mannschaft (Normalschanze K90/3 × 5 km)
| Platz | Sportler                                     | Land        |
| ----- | -------------------------------------------- | ----------- |
| 1     | Knud Børge Andersen Gard Myhre Halldor Skard | Norwegen    |
| 2     | Jürgen Bär Christoph Eugen Felix Gottwald    | Österreich  |
| 3     | Christoph Braun Sepp Buchner Markus Görtz    | Deutschland |

Datum: 6. März 1993

## Skispringen Junioren

### Normalschanze
| Platz | Sportler          | Land        | Weite 1 | Weite 2 | Punkte |
| ----- | ----------------- | ----------- | ------- | ------- | ------ |
| 1     | Janne Ahonen      | Finnland    | 88,5 m  | 91,0 m  | 233,2  |
| 2     | Andreas Widhölzl  | Österreich  | 89,0 m  | 87,0 m  | 225,6  |
| 3     | Alexander Herr    | Deutschland | 88,5 m  | 88,0 m  | 224,4  |
| 4     | Wojciech Skupień  | Polen       | 87,5 m  | 86,5 m  | 216,9  |
| 5     | Roar Ljøkelsøy    | Norwegen    | 90,0 m  | 82,5 m  | 216,0  |
| 6     | Pavel Vechet      | Tschechien  | 87,0 m  | 85,5 m  | 213,5  |
| 7     | Tuomo Kykkänen    | Finnland    | 86,5 m  | 82,5 m  | 208,4  |
| 8     | Zoran Zupančič    | Slowenien   | 85,0 m  | 83,0 m  | 204,3  |
| 9     | Gerhard Schallert | Österreich  | 84,0 m  | 82,5 m  | 203,4  |
| 10    | Geir Atle Wøien   | Norwegen    | 83,5 m  | 85,0 m  | 199,6  |

Datum: 2. März 1993

Es waren 63 Teilnehmer am Start.

Weitere Teilnehmer aus deutschsprachigen Ländern:

 Ingemar Mayr: 14. Platz

 Bernd Börnig: 18. Platz

 Thomas Kuglitsch: 20. Platz

 Ronny Hornschuh: 26. Platz

 Andreas Küttel: 29. Platz

 Marco Steinauer: 34. Platz

 Sascha Ruf: 37. Platz

 Alexander Müller: 42. Platz

 Christian Kryenbühl: 47. Platz

### Mannschaftsspringen Normalschanze
| Platz | Sportler                                                         | Land        | Punkte |
| ----- | ---------------------------------------------------------------- | ----------- | ------ |
| 1     | Risto Jussilainen Janne Ahonen Olli Happonen Tuomo Kykkänen      | Finnland    | 859,0  |
| 2     | Gerhard Schallert Ingemar Mayr Thomas Kuglitsch Andreas Widhölzl | Österreich  | 845,8  |
| 3     | Stefan Petersohn Ronny Hornschuh Bernd Börnig Alexander Herr     | Deutschland | 779,8  |
| 4     | Pavel Vechet Silvester Mikulastik Martin Skoták Robert Chlup     | Tschechien  | 774,7  |
| 5     | Bengt Heiestad Roar Ljøkelsøy Anders Heimdal Geir Atle Wøien     | Norwegen    | 736,9  |

Datum: 3. März 1993

Es waren 15 Teams am Start.

Weitere Teams aus deutschsprachigen Ländern:

 Schweiz: 9. Platz

## Nationenwertung
| Platz | Land             | Gold | Silber | Bronze | Gesamt |
| ----- | ---------------- | ---- | ------ | ------ | ------ |
| 1     | Norwegen         | 4    | 2      | 1      | 7      |
| 2     | Sowjetunion      | 2    | 1      | 0      | 3      |
| 3     | Finnland         | 2    | 0      | 2      | 4      |
| 4     | Schweden         | 1    | 3      | 2      | 6      |
| 5     | Tschechoslowakei | 1    | 0      | 1      | 2      |
| 6     | Österreich       | 0    | 4      | 0      | 4      |
| 7     | Deutschland      | 0    | 0      | 4      | 4      |